# Strășeni
Strășeni est une ville de Moldavie située dans le raion de Strășeni.

## Démographie
En 2012, sa population était d'environ 21 000 habitants.